# Gramaticalizare
Termenul gramaticalizare denumește, în evoluția de la o limbă la alta sau în istoria unei limbi deja formate, o schimbare lingvistică ce constă în transformarea unei entități lexico-semantice autonome, de cele mai multe ori un cuvânt cu sens lexical, în morfem gramatical.
Procesul de gramaticalizare este unul treptat și de durată, manifestându-se prin mai multe fenomene. Entitatea originară își pierde parțial sau total conținutul noțional, sensul lexical sau de altă natură, proprietățile sintactice, forma sonoră inițială, proprietățile prozodice, deci autonomia, devenind un cuvânt gramatical sau un afix dependent de un cuvânt autonom. În același timp se abstractizează parțial sau total, dobândește un sens gramatical și devine obligatorie. Unele entități gramaticalizate apar uneori ca cuvinte aparte, alteori ca afixe. În sincronie, adică în starea la un moment dat a limbii, la entități diferite se pot observa grade diferite de gramaticalizare.

## Exemple de gramaticalizare

### Verbe gramaticalizate
Nu există unitate de vederi între lingviști, fie cei care se ocupă de limbi diferite, fie cei care tratează aceeași limbă, referitor la statutul acestor verbe față de verbele autonome, deoarece gramaticalizarea lor este de grade diferite. În gramatici românești sau franceze, unii autori deosebesc pe de o parte verbe autonome, pe de altă parte verbe auxiliare și verbe semiauxiliare. Bidu-Vrănceanu 1997 le definește pe cele din urmă ca verbe a căror calitate se situează între cea de verb autonom și cea de morfem gramatical (de auxiliar), incluzând printre verbele semiauxiliare pe cele care exprimă valori modale și aspectuale, cu grade diferite de gramaticalizare incompletă. Constantinescu-Dobridor 1998 numește aceste verbe „(semi)auxiliare de mod” și „(semi)auxiliare de aspect”, iar Avram 1997 amintește despre „verbele de modalitate și de aspect (considerate de unii semiauxiliare)”. În alte gramatici se iau în seamă numai verbe autonome și verbe auxiliare.

#### Verbe gramaticalizate morfologice
Asemenea verbe sunt cele care alcătuiesc, împreună cu verbe cu sens lexical, formele lor de diverse moduri, timpuri și diateze. Toate rezultă din gramaticalizarea unor verbe cu sens lexical.
În limbile romanice, precum și româna, verbul auxiliar a avea are sensul originar „a poseda”, pe care îl păstrează în folosire autonomă. Ca verb auxiliar își pierde total acest sens, fiind numai morfologic, adică servind la alcătuirea unor forme verbale, precum perfectul compus. În această calitate este un morfem gramatical liber, are autonomie numai în sensul că este un cuvânt aparte. Își pierde accentuarea, intrând în compunerea unui același cuvânt prozodic, eventual împreună cu unul sau mai multe clitice și cu un verb cu sens lexical care poartă accentul. În calitate de complex sonor își păstrează complet forma, de exemplu în limba franceză, dar numai parțial în română (a vs. are, am vs. avem, ați vs. aveți). În română, același verb auxiliar, dar la o formă de viitor, este tot un cuvânt aparte, dar ia forma total diferită și unică la toate persoanele, o (o să adun etc.).
Uneori, în istoria limbii, un tip de morfem gramatical are tendința de a înlocui alt tip pentru a exprima același sens gramatical. De pildă, în franceză există pe de o parte un viitor numit simplu, sintetic (adică format cu desinențe) (ex. je partirai „voi pleca”), care exprimă în general un viitor relativ îndepărtat. Pe de altă parte există un viitor numit apropiat. Acesta se exprimă cu o perifrază verbală formată din verbul numit semiauxiliar aller + infinitivul prezent al verbului cu sens lexical (ex. je vais partir), în timp ce verbul aller este folosit și autonom cu sensul său lexical „a merge”. În franceza standard, viitorul apropiat exprimă deja și acțiuni viitoare îndepărtate, de care vorbitorul este sigur (ex. Dans trois ans, nous allons célébrer le millénaire de notre ville „Peste trei ani vom sărbători o mie de ani de la fondarea orașului nostru”), dar în limba vorbită, această formă este tot mai mult folosită pentru orice fel de acțiuni viitoare.
În limba maghiară, un asemenea proces este încheiat, adică viitorul nu se mai exprimă printr-un morfem legat (sufixul -and/-end), ci prin verbul auxiliar fog (ex. Mikor fogsz találkozni vele? „Când te vei întâlni cu el/ea?”), care există și pe mai departe cu sensul său lexical „a ține, a prinde”.
Un exemplu în limba engleză este gramaticalizarea verbului go „a merge” la forma de prezent continuu (ex. She is going to London „(Ea) tocmai merge la Londra”), pentru exprimarea iminenței unei acțiuni: It’s going to rain „Imediat o să plouă”.
În standardul limbii sârbe, auxiliarul așa-numitului viitor I este verbul hteti, cu sensul primordial „a vrea”. Acesta prezintă ca auxiliar mai multe grade de gramaticalizare, nu din punct de vedere funcțional, ci numai formal:
- Se folosește netransformat și accentuat în propoziție interogativă pozitivă: hoćeš li videti? „vei vedea oare?”.
- Devine clitic prin reducerea, de pildă a formei din exemplul precedent, la ćeš. În această formă, poate fi:
  - nefuzionat cu și plasat după verbele având infinitivul terminat în -i, în propoziție enunțiativă pozitivă, dacă nu are înaintea sa vreun cuvânt accentuat: doći ćeš „vei veni”;
  - enclitic, fuzionat ca un afix cu verbele cu infinitivul terminat în -ti, în aceeași situație ca precedenta: videćeš „vei vedea”;
  - proclitic, adică detașat de verb și plasat înaintea lui în propoziție enunțiativă pozitivă și interogativă pozitivă, dacă are înaintea sa un cuvânt accentuat: ti ćeš videti(?) „tu vei vedea(?)”, da li ćeš videti? „oare vei vedea?”;
  - detașat de verb, dar legat de negația ne, în orice propoziție negativă: (ti) nećeš videti(?) „(tu) nu vei vedea(?)”.

#### Verbe copulative
Verbul copulativ leagă subiectul de un nume predicativ, formând cu acesta un predicat nominal. În unele gramatici, și acesta este inclus printre verbele auxiliare.
Verbul copulativ prin excelență este, în mai multe limbi, cel cu sensul a fi. În calitate de copulativ este gramaticalizat, pierzându-și sensul originar „a exista”:
ro  Ei sunt turiști;
fr  Les rues du village sont désertes le soir „Străzile satului sunt pustii seara”;
en  She is a dancer „(Ea) e dansatoare”;
sr  Glumac je mlad „Actorul e tânăr”;
hu  Angol tanár vagyok „Sunt profesor de engleză”;
ru  быть студентом bît' studentom „a fi student”.

#### Verbe modale
Verbele modale sunt unul din mijloacele de a exprima modalitatea, adică atitudinea vorbitorului față de conținutul propriului său enunț, de exemplu faptul că vede acțiunea exprimată de verbul cu sens lexical plin ca eventuală, probabilă, posibilă, obligatorie etc. Aceste verbe sunt incluse printre cele semiauxiliare de către autori care adoptă această noțiune. Exemple:
ro  Am a scrie / de scris – obligație;
fr  La campagne doit être belle à cette saison „Peisajul de țară trebuie să fie frumos în anotimpul acesta” – probabilitate;
en  We may have problems „S-ar putea să avem probleme” – eventualitate;
cnr  O svemu se može razgovarati „Se poate discuta despre orice” – posibilitate;
hu  El tudod ezt nekem intézni? „Poți să-mi rezolvi asta?” – capabilitate.

#### Verbe aspectuale
Printre altele, verbul exprimă și faptul dacă acțiunea sa este încheiată sau în curs de desfășurare, dacă este la începutul ei sau la sfârșitul ei, dacă este momentană, durează sau se repetă etc. Unul din procedeele de exprimare a acestor trăsături, numite aspecte, sunt verbele aspectuale (de aspect), tratate tot ca semiauxiliare de către gramaticieni care folosesc această noțiune.
În română, asemenea verbe sunt a începe, a termina, a continua etc., care au valori aspectuale inerente, datorită sensului lor lexical. Altele pot fi considerate mai gramaticalizate, exprimând aspecte numai contextual, neavând în acest caz sensul lor primordial, ex. se pune să plângă.
În lingvistica limbii engleze sunt de asemenea autori care văd verbe aspectuale în exemple ca she started working „a început să lucreze”, she finished working „a terminat de lucrat”.
În franceză, caracterul continuu al acțiunii se exprimă cu o perifrază conținând o expresie verbală specifică: Puisque nous sommes en train de visiter les monuments... „Din moment ce tocmai vizităm monumentele...” (Théophile Gautier). Un verb semiauxiliar de aspect este considerat și faire (în folosire autonomă cu sensul „a face”), care în acest caz are sens factitiv: Personne au monde ne le fera changer d'avis „Nimeni pe lume nu-l va face să se răzgândească” (Jean Cocteau).
În maghiară, caracterul repetat, sistematic al acțiunii se exprimă cu verbul szokott „a avea obiceiul”, singurul considerat auxiliar de aspect, a cărui gramaticalizare relativ avansată este reflectată de faptul că în această calitate se folosește la forma de trecut și în cazul acțiunilor nesituate în trecut, ex. Meg szoktam venni a napilapokat „Obișnuiesc să cumpăr ziarele”.

### Alte morfeme rezultate din gramaticalizare

#### Prepoziții și postpoziții
Despre o parte din prepoziții, cuvinte gramaticale existente în unele limbi, se știe că au rezultat din gramaticalizarea unor cuvinte cu sens lexical. Unele din acestea există și ca părțile de vorbire din care provin, și păstrează mai mult sau mai puțin din sensul lor inițial, deci sunt mai mult sau mai puțin gramaticalizate. Exemple:
ro  datorită, exceptând, contrar etc.;
fr  durant „în timpul” (← participiul prezent al verbului durer „a dura”), excepté „cu excepția” (← participiul trecut al lui excepter „a excepta”);
en  following „în urma” (← participiul prezent al lui follow „a urma”), given „dat(ă) fiind” (← participiul trecut al lui give „a da”);
hr  put „spre” (← put substantivul „drum”), putem „prin intermediul” (← cazul instrumental al lui put), pomoću „cu ajutorul” (← instrumentalul lui pomoć „ajutor”), povodom „cu ocazia” (← instrumentalul lui povod „ocazie”).
Alte prepoziții prezintă un grad mai înalt de gramaticalizare, sensul lor fiind complet schimbat față de cel al cuvântului de origine, ex. fr  chez „la (cineva acasă / o întreprindere / un autor (în opera sa)” (< la  casa „casă”), sau sauf „în afară de” (← sauf „nevătămat”).
Unele prepoziții sunt complet gramaticalizate, dar prezintă un grad mai scăzut de abstractizare decât altele, permițând o reprezentare senzorială limitată, precum cele cu sens spațial, ex. împrejurul, spre etc. Altele au un grad de abstractizare foarte ridicat, ceea ce nu permite reprezentarea lor senzorială: de, pentru etc.. Sunt și prepoziții care, pe lângă sensul lor spațial, dobândesc unul cu totul abstract:
- pe: Pune paharul pe masă vs. L-am văzut pe Gheorghe;
- după: Farmacia este după colț vs. Te-am recunoscut după voce.

În unele limbi sunt postpoziții în loc de prepoziții (ex. în maghiară), în altele și postpoziții în afară de prepoziții. Și la postpoziții se observă grade mai mult sau mai puține avansate de gramaticalizare. Exemple:
la  mortis causa „din cauza morții”;
en  ten years ago „acum zece ani” (din verbul din engleza medie ago „a trece”);
hu  két perc múlva „peste două minute” (din forma de gerunziu a verbului múlik „a trece”).

#### Conjuncții
În cazul unor conjuncții se poate de asemenea distinge procesul de gramaticalizare prin care s-a ajuns la ele. Exemple:
ro  Mergem fie la teatru, fie la operă (din forma de conjunctiv prezent, persoana a III-a singular a verbului a fi);
fr  J’irai en vacances, soit en Suisse, soit en Savoie „Voi merge în concediu, fie în Elveția, fie în Savoia” (din forma de subjonctiv prezent, persoana a III-a singular a verbului être „a fi”);
hu  Tudta, illetve úgy látszott, mintha tudta volna „Știa, adică părea că știe” (din gerunziul verbului illet, cu sensul învechit „a atinge”).

#### Articole
Articolele sunt o clasă de morfeme gramaticale rezultată din abstractizarea, gramaticalizarea mai avansată a unor cuvinte tot funcționale.
Articolul nehotărât singular provine în mai multe limbi din numeralul cardinal care numește unitatea. Sensul acesta nu s-a pierdut, dar s-a atenuat prin pierderea accentului, devenind preponderent sensul gramatical de determinare nedefinită. În unele limbi are aceeași formă ca numeralul: fr  un, une „un, o”; hu  egy „un, o”. În română, un e mai apropiat ca formă de numeral, iar o a trecut printr-o transformare mai profundă. Articolul nehotărât niște a rezultat dintr-un proces de gramaticalizare în cursul trecerii de la limba latină la română, provenind din propoziția nescio quid „nu știu ce”. În engleză, forma a(n) „un, o” are la origine numeralul din engleza veche an „unu, una”, iar în engleza modernă, numeralul are cu totul altă formă, one.
Într-o limbă ale cărei gramatici nu iau în seamă articole, precum croata, se observă totuși tendința numeralului jedan, jedna, jedno „unu, una” de a exprima și caracterul nedefinit al substantivului. În această calitate diferă de numeral prin pierderea accentului: Pred kućom se zaustavilo jedno dijete […] „În fața casei s-a oprit un copil […]”.
Articolul hotărât existent în mai multe limbi a rezultat tot prin abstractizarea mai avansată a unui cuvânt funcțional, anume a adjectivului demonstrativ, care astfel și-a pierdut cu totul funcția deictică (de arătare) originară. În limbile romanice are la origine adjectivul demonstrativ latinesc: ille (masc.) > ro  -l(e), fr  le, es  el, it  il, pt  o; illa> (fem.) > ro  -a, fr  la, es  la, it  la, pt  a; ipse (masc.) > sardă su, ipsa (fem.) > sardă sa. În engleză, unicul articol hotărât provine din forma de masculin singular, cazul nominativ (þe) a demonstrativului din engleza veche. În maghiara modernă, dintre cele două forme, a și az, cea din urmă este identică cu cea a pronumelui demonstrativ de depărtare din care provine.
În română, gramaticalizarea a mers până la pierderea aproape totală a statutului de cuvânt aparte, deci a oricărei autonomii. Toate formele articolului sunt enclitice în cele mai multe cazuri, devenind practic afixe (pomul, pomului, numele, legea), articolul -a înlocuind chiar terminația -ă a cuvintelor nearticulate: casă → casa. Numai forma (-)lui poate fi proclitică în anumite cazuri: lui Andrei, lui ianuarie.

#### Morfemul gradului comparativ de superioritate
În română, gradul comparativ de superioritate se formează cu morfemul mai (Filmul este mai interesant decât romanul), din latinescul magis „mai mult”. Mai nu se mai folosește cu sensul „mai mult”, dar în limba spaniolă, más (más inteligente), cu aceeași origine, are un grad de abstractizare ceva mai redus, mai având și sensul „mai mult” (Te otorgas tres días más „Îți acorzi cu trei zile mai mult”).
În franceză, statutul morfemului analog, plus, din latinescul plus „mai mult”, este asemănător cu al lui más, adică este folosit și autonom, cu sensul originar: Christophe a mûri ; il réfléchit plus qu'avant quand il doit prendre une décision „Christophe s-a maturizat; gândește mai mult decât înainte, când trebuie să ia o hotărâre” vs. Ma valise est plus petite que la tienne „Valiza mea e mai mică decât a a ta”.
Sunt limbi în care morfemul analog, cu sensul originar „mai mult” este pe cale de gramaticalizare, fiind în anumite cazuri în concurență cu afixul cu același sens:
en  I wish I felt surer / more sure about what I'm doing „Doresc să fiu mai sigur pe ceea ce fac”;
ru  интереснее interesnee – более интересный bolee interesnîi „mai interesant”.

#### Morfemul negației
Procesul de gramaticalizare este bine ilustrat de istoria negației în franceză. În franceza veche, morfemul ei era numai ne „nu” (< la  non). Probabil acesta a fost simțit ca insuficient din cauza slăbirii sale din punct de vedere fonetic și prozodic, și i s-a asociat încă cel puțin un cuvânt cu sens negativ. În franceza modernă standard este aproape totdeauna obligatorie negația cu cel puțin cuvântul negativ pas asociat cu ne. Acesta este rezultatul gramaticalizării substantivului pas (din latinescul passus „pas”), care există și autonom cu acest sens. În calitate de cuvânt negativ este total abstract, nu poate fi parte de propoziție, nici nu se traduce în limbi cu negație simplă suficientă, ca româna. Pas poate fi înlocuit cu alte cuvinte cu sens negativ, de exemplu cu pronume negative ca personne „nimeni” (← substantivul personne „persoană”) sau rien „nimic” (← forma de acuzativ rem a substantivului la  res „lucru”). Acestea sunt mai puțin abstracte decât pas, fiind și părți de propoziție. În limba vorbită, ne este din ce în ce mai mult omis, astfel morfemul negației devine cel puțin un cuvânt negativ secundar. Exemple:
- cu ne:

Jean n'aime pas voyager „Lui Jean nu-i place să călătorească”;
Personne n'est venu „Nimeni -a venit”;
Rien ne lui plaît ! „Nimic nu-i place!”;
- fără ne:

C'est pas facile „Nu-i ușor”;
Personne voulait plus le voir „Nimeni nu mai voia să-l vadă”.

#### Afixe
Afixele sunt morfeme legate. Unele sunt numite derivaționale lexicale (cele care formează cuvinte noi), altele gramaticale (cele care nu formează cuvinte noi, ci numai forme noi ale unor cuvinte existente), dar de fapt de multe ori este foarte de greu de stabilit despre ce fel de afix este vorba. Oricum, în cazul multor afixe se poate deduce că rezultă în urma unui proces de abstractizare a unor cuvinte autonome cu sens lexical. Ezitarea în stabilirea caracterului lor se poate observa când este vorba de afixe cu sens analog în limbi diferite, la autori diferiți. De pildă, în lingvistica română, sufixul -ește formator de adverbe (ex. șoim → șoimește) este considerat lexical, dar despre sufixul francez analog -ment (ex. bête „prost” → bêtement „prostește”), Dubois 2002 afirmă că a devenit morfem gramatical evoluat prin gramaticalizarea formei de ablativ mente a substantivului latinesc mens „minte”.
Un exemplu de sufix formator de cuvinte rezultat dintr-un proces asemănător este, în engleză, -hood (< engleza veche -had < protogermanică *haidus „calitate”): brother „frate” → brotherhood „frăție”.
În maghiară sunt foarte frecvente prefixele aplicate verbelor, numite și preverbe. Acestea provin din adverbe și din substantive gramaticalizate în grade diferite. De pildă, substantivul bél „parte interioară” a avut forma declinată belé, ce exprima un complement circumstanțial de loc. Aceasta a devenit adverb de loc cu sensul „spre înăuntru”, existând și în forma scurtată be, ex. în Elindult be a házba literal „A pornit înăuntru în casă”. Aceeași formă se folosește și ca prefix, ex. Bejössz? „Vii înăuntru?”, „Intri?”. Aici își păstrează sensul local, dar în alte cazuri are numai sens gramatical, de exprimare a aspectului perfectiv, ex. bizonyít (imperfectiv) → bebizonyít (perfectiv) „a dovedi”, ex. în Bebizonyította, hogy a Föld kering a Nap körül „A dovedit că Pământul se învârte în jurul Soarelui”.
Prefixul verbal meg- rezultă tot din gramaticalizarea unui adverb, care la rândul lui provine dintr-un substantiv, și este complet abstractizat, folosit numai ca prefix perfectiv, ex. Jól megvertem „L-am bătut bine”.
Un prefix rezultat dintr-un substantiv ușor de identificat, folosit și autonom, dar total abstractizat cu unele verbe ca prefix perfectiv este agyon-, az agyon însemnând „pe creier”, de exemplu în ver „a bate” → agyonver „a omorî în bătaie”, dicsér „a lăuda” → agyondicsér „a lăuda excesiv”.
Singura urmă de autonomie pe care o păstrează prefixele verbale chiar și complet abstractizate este că în unele situații se detașează de verb, apărând drept cuvinte aparte, ex. Megismerkedett egy fiúval „S-a cunoscut cu un băiat” → Egy fiúval ismerkedett meg „Cu un băiat s-a cunoscut”.
Sunt și desinențe ce rezultă din gramaticalizare. Astfel, în latina vulgară, viitorul s-a format cu infinitivul verbului cu sens lexical și verbul auxiliar habere „a avea” la indicativ prezent, postpus, apoi formele sale personale s-au adăugat la verb ca desinențe, ex. cantare habeo „am de cântat” > *cantaráio > chanterai „voi cânta”.
În maghiară sunt nouă cazuri ce exprimă complemente circumstanțiale de loc. Desinențele tuturor provin din cuvinte autonome, iar cazurile respective exprimă și diverse alte complemente. Bunăoară, adverbul be menționat mai sus a devenit și desinența cazul ilativ, putând apărea și ca prefix al predicatului regent al complementului respectiv, ex. Zsuzsa betett egy tollat a zsebébe „Zsuzsa și-a pus un stilou în buzunar”. Această desinență este și abstractă, formând, de pildă, complemente circumstanțiale de cauză, ex. Belehalt a sérülésekbe „A murit din cauza rănilor”.

## Degramaticalizare
Unii autori afirmă că există în mod sistematic numai transformare de la caracter lexical la caracter gramatical și de la caracter mai puțin gramatical la caracter mai gramatical, sau că eventualele transformări în sens invers sunt nesistematice. Alții pomenesc totuși despre degramaticalizare. Astfel, Dubois 2002 consideră degramaticalizare o formă de lexicalizare prin pierderea raportului sintactic în sintagme și propoziții, care devin din această cauză neanalizabile ca locuțiuni, ex. tout à fait „cu totul”, locuțiune adverbială care nu mai este simțită ca formată din trei elemente, fiind echivalentă cu adverbul complètement „complet”.